# Ludwig von Leonhardi

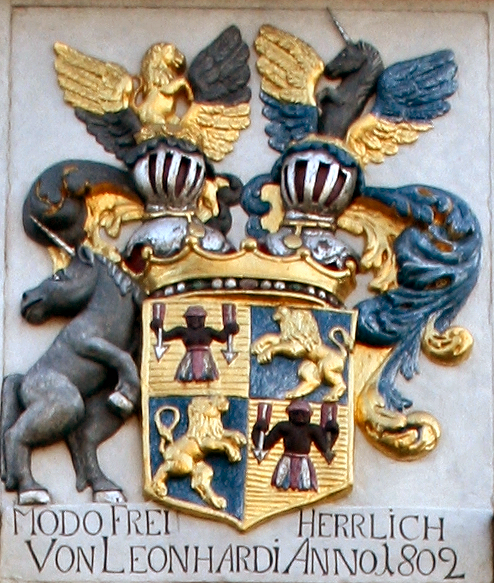
Wappen derer von Leonhardi

Johannes Friedrich August Ludwig Freiherr von Leonhardi (* 24. Juni 1825 in Frankfurt am Main; † 20. November 1884 in Groß-Karben) war Großherzoglich-Hessischer Diplomat und Mitglied der Ersten Kammer der Landstände des Großherzogtums Hessen.

## Leben

### Herkunft und Familie
Ludwig von Leonhardi entstammte dem hessischen Adelsgeschlecht Leonhardii und war ein Sohn des Diplomaten Jakob Friedrich von Leonhardi (1778–1839) und dessen Ehefrau Augusta Baronesse du Fay (1782–1852).
Ludwigs Großvater Johann Peter von Leonhardi (1747–1830) war Frankfurter Kaufmann, Gutsbesitzer und Politiker und wurde für seine Verdienste in Wirtschaft und Politik 1791 von Carl Theodor von der Pfalz zum Freiherrn sowie 1794 von Kaiser Franz II. zum Reichsfreiherrn ernannt. Er gilt als der Stammvater der hessischen Familie, die ihren Ursprung im Waldeckschen Land hatte und dort Anfang des 17. Jahrhunderts mit der Burg Mengeringhausen belehnt wurde.

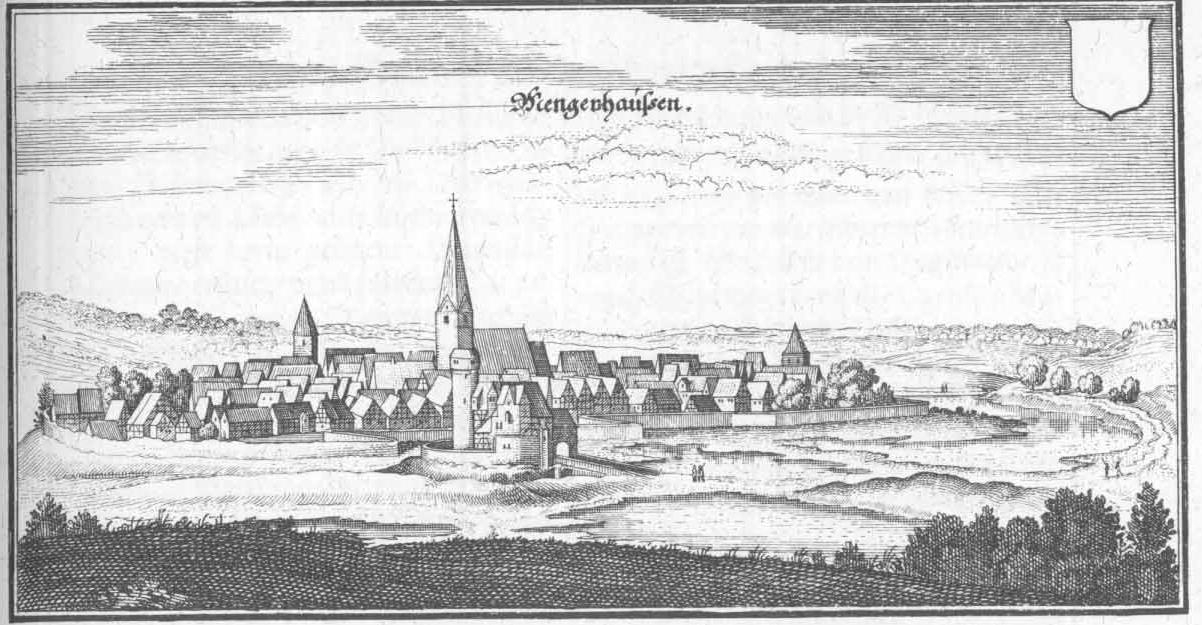
Burg Mengeringhausen

Am 29. Dezember 1853 heiratete Ludwig in Frankfurt Luise von Bennigsen (1826–1893). Aus der Ehe gingen die Kinder Anna Julie Auguste (* 1855, ∞ Gilbrecht Freiherr Löw von und zu Steinfurth), Moritz (1856–1910) und Hugo (1864–1922) hervor.

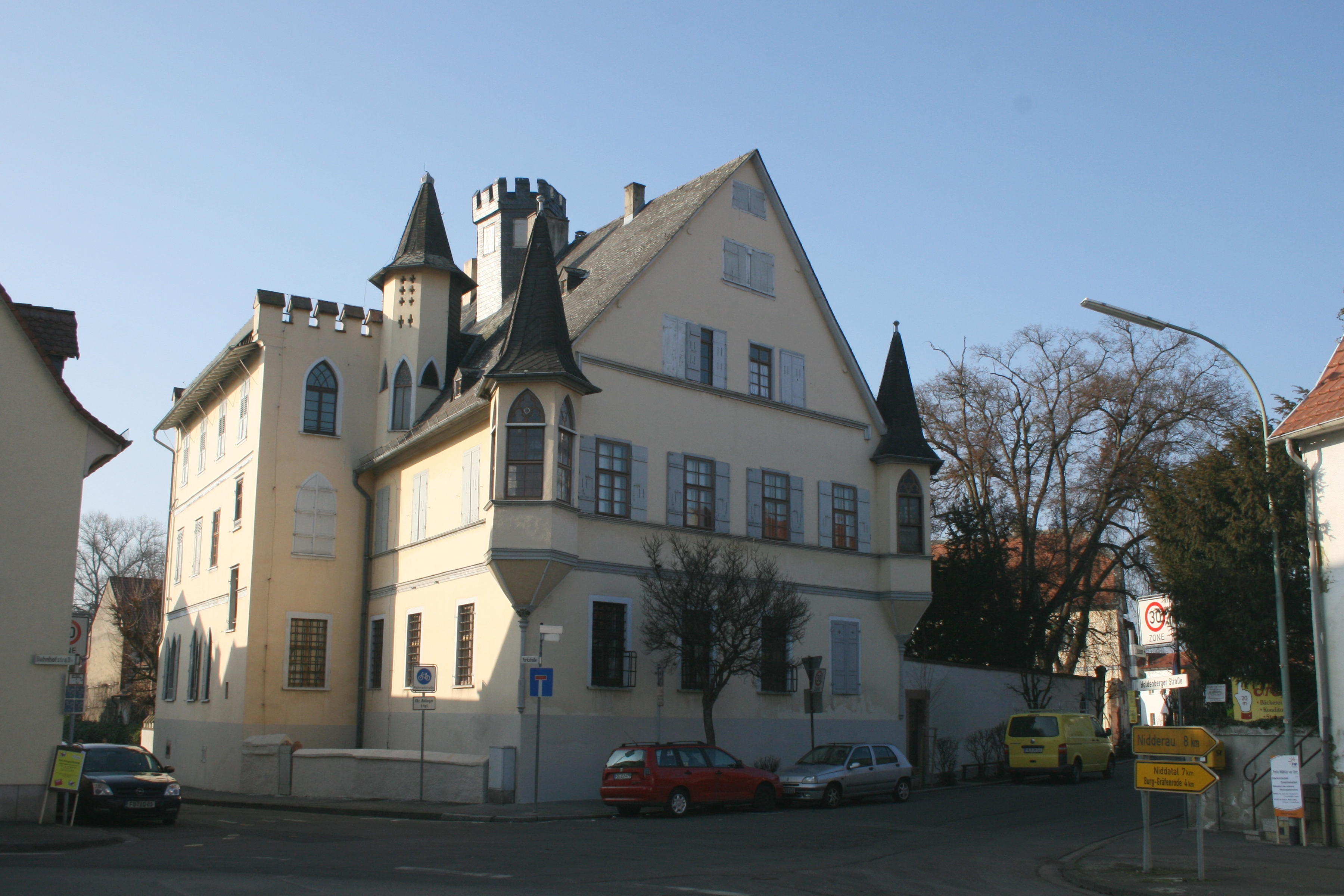
Das Leonhardische Schloss in Groß-Karben

Nach dem Tod seines älteren Bruders Wilhelm am 5. Dezember 1856 trat er in das
Fideikommiss in Groß-Karben in der Wetterau ein und wurde am 31. Januar 1859 in die Althessische Ritterschaft aufgenommen.

### Werdegang und Wirken
Nach dem Studium der Rechtswissenschaften und Philosophie an den Universitäten in Bonn, Heidelberg und Gießen promovierte er zum Dr. jur. und Dr. phil, wurde 1850 Kammerjunker und stieg 1856 zum Kammerherrn auf. In dieser Funktion oblagen ihm Sekretärsdienste wie die Organisation von Privataudienzen oder die Entgegennahme von Bittschriften.
In den Jahren von 1862 bis 1866 war er bevollmächtigter Minister des Großherzogs am Hof in Nassau, wie zuvor sein Bruder Wilhelm.
1866 fungierte er als bevollmächtigter Minister bei der Freien Stadt Frankfurt.
Am 19. Oktober 1881 wurde er zum Mitglied auf Lebenszeit der Ersten Kammer der Landstände des Großherzogtums Hessen ernannt und vereidigt.

### Auszeichnungen
- 1861 Legationsrat
- 1864 Geheimer Legationsrat
- 1866 Oberkammerherr